# Richard Sezibera
Richard Sezibera, né le 5 juin 1964 à Kigali, est un diplomate rwandais. De 2018 à 2019, il est ministre des Affaires étrangères.
Il est secrétaire général de la Communauté d'Afrique de l'Est de 2011 à 2016,.
Il a également été ambassadeur du Rwanda, en particulier aux États-Unis, au Mexique, en Argentine et au Brésil.
Le 18 octobre 2018, il succède à Louise Mushikiwabo au poste de ministre des Affaires étrangères.
En novembre 2019, Sezibera, dont l'état de santé est fragile, est remplacé au ministère par Vincent Biruta.